# 40.ª División (Ejército franquista)
La 40.ª División fue una unidad del Ejército franquista que combatió en la Guerra Civil Española, durante la cual llegaría a tomar parte en las batallas de Cataluña y Valsequillo.

## Historial
La unidad fue creada en mayo de 1938, en el seno del Cuerpo de Ejército Marroquí, teniendo por comandante al coronel de infantería Saturnino González Badía y por jefe de Estado Mayor al comandante de Estado Mayor Luis de Lamo Peris. La unidad completó su fase de organización hacia el 14 de mayo. Unos días después, el 22, pasó a relevar a la 150.ª División en el sector del río Segre que iba desde la confluencia entre los ríos Segre y Ebro hasta Alfarrás.
No llegó a tomar parte en las batallas de Balaguer o el Ebro, permaneciendo en reserva.
A finales de 1938 la unidad tomó parte en la ofensiva de Cataluña junto al resto del Cuerpo de Ejército Marroquí. En enero de 1939, tras el comienzo de la batalla de Valsequillo-Peñarroya, la unidad fue enviada como refuerzo al frente de Extremadura, tomando parte en los sangrientos combates que se desarrollaron y consiguiente contraofensiva franquista. El 19 de enero las fuerzas de la 40.ª División reconquistaron la Sierra del Risco y posteriormente continuarían presionando hacia el interior de la bolsa, apoderándose de Los Blázquez tras vencer la resistencia de la 61.ª División republicana.
La división sería disuelta tras el final de la contienda.